# فان خاك سو
فان خاك سو (9 يناير 1893–24 مايو 1970) سياسي فيتنامي،شغل منصب رئيس فيتنام الجنوبية من 26 أكتوبر 1964 حتى 12 يونيو 1965 ورئيس المجلس الوطني الأعلى من 27 سبتمبر 1964 حتى 26 أكتوبر 1964،ورئيس الوزراء من 26 أكتوبر 1964 حتى 3 نوفمبر 1964،ووزير الزراعة من 14 يوليو 1949 حتى 21 فبراير 1951،ومرة أخرى من 6 يوليو 1954 حتى 24 سبتمبر 1954.